# Kirchspielschulen im Solmser Land
Aus den Kirchspielschulen im Solmser Land, die Ende des 16. und Anfang des 17. Jahrhunderts in der ehemaligen Grafschaft Solms-Greifenstein in Mittelhessen gegründet wurden, gingen im 19. Jahrhundert die  Volksschulen hervor. Zunächst wurde in den Kirchspielschulen das Buchstabieren und Schreiben gelehrt, erst Ende des 17. Jahrhunderts erfolgte die Einführung des Rechenunterrichtes.

## Geschichte

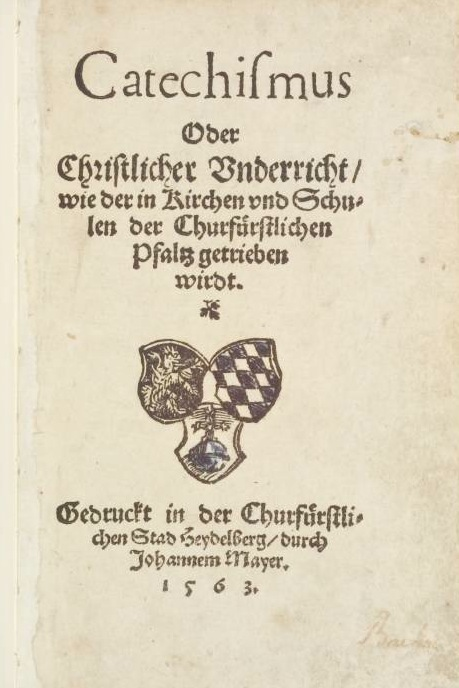
Heidelberger Katechismus von 1563

Graf Konrad zu Solms-Braunfels (1540–1592) gilt als der Begründer der Kirchspielschulen im Solmser Land (ehem. Grafschaften Solms-Braunfels und Solms-Greifenstein). Sein Vater Graf Philipp zu Solms-Braunfels trat 1554 zur lutherischen Kirche über. Die Kontakte von Konrad zu Solms-Braunfels zu dem reformierten Theologen Professor Petrus Martyr Vermigli  in Straßburg, zu Professor Caspar Olevian in Heidelberg und zu seinen Verwandten, dem Prinzen Wilhelm von Oranien, sowie dem Grafen Johann dem Älteren von Nassau-Dillenburg führten dazu, dass er sich bereits zu Lebzeiten seines Vaters Philipp zum reformierten Glauben hingezogen fühlte. Nach dem Tode seines Vaters im Jahre 1582 führte er in seinen Grafschaften das calvinistische Bekenntnis ein.
Konrad zu Solms-Braunfels erkannte die Bedeutung von Schulen sowohl für die Bildung als auch für die christliche Aufklärung der Untertanen. Nach und nach ließ er in den größeren Pfarrorten (Kirchspielgemeinden) Schulen einrichten. Da es keine eigentlichen Lehrer gab, erteilten zunächst Theologiekandidaten, Pfarrer oder Glöckner den Unterricht. Die von dem Professor Wilhelm Zepper in Herborn herausgegebene Schulordnung diente als Grundlage auch der Kirchspielschulen im Solmser Land.
Zur Ausbildung von künftigen Pfarrern und Lehrern entsandte er vier Solmer  an die Hochschule (Collegium Casimerianum) und zahlte für deren Lehre und Unterhalt jährlich 80 Gulden. Außerdem stiftete er im Jahre 1584 zur Gründung der Hohen Schule Herborn (Academia Nassauensis) 500 Gulden und Stipendien für vier Studierende aus dem Solmser Land.
Bekannt sind die Kirchspielschulen in Dillheim, Ulm, Biskirchen, Oberbiel und Werdorf. Der Unterricht wurde vorwiegend in den Wintermonaten abgehalten. Als Buchstabier- und Lesebuch diente der Heidelberger Katechismus und das 1590 herausgegebene ABC-Buch von Christoph Corvin in Herborn. Die Besoldung der Lehrer erfolgte vorwiegend durch Naturalien. Im Jahr 1582 trat die neue Kirchenordnung in Kraft und in diesem Zusammenhang erhielten die Pfarrer teilweise die Schulaufsicht.
Vorgesetzter und verantwortlich für den gesamten Schulbetrieb war der kirchliche Inspektor (Superintendent), der in die jährlichen Kirchenvisitationen auch die Schulen einzubeziehen hatte. Erst gegen Ende des 17. Jahrhunderts wurde mit der Einführung eines einfachen Rechenunterrichts der Lehrplan entsprechend erweitert.
Aus den Kirchspielschulen gingen dann später die Volksschulen hervor, die sich in allen übrigen Dörfern des Solmser Landes bildeten.